# Mare matto
Mare matto è un film del 1963 diretto da Renato Castellani.

## Trama
Genova. Benedetto, aspirante marinaio senza imbarco, alloggia alla pensione Il giglio, gestita dalla tenebrosa Margherita e da suo fratello Oreste. Ansioso di imbarcarsi per poter crescere le sue sei sorelle, per strada incontra un signore anziano che gli suggerisce di rivolgersi a don Raffaele, un signorotto del luogo, molto conosciuto ed influente, che di nascosto, sotto lauto pagamento, fa imbarcare marinai che hanno di che da pagare sulle navi in partenza.
Non avendo denaro a sufficienza, Benedetto segue un altro marinaio, rivoltosi a don Raffaele, il quale si appresta a dirigersi verso palazzina indicatagli tramite foglio dallo stesso. Giunto sul luogo, Benedetto sale con l'ascensore, arrivando prima del marinaio. Dicendo che lo manda don Raffaele, il giovane trova imbarco su una nave che sarebbe partita il giorno dopo alle sette e torna silenzioso alla pensione. Con la scusa che non riesce a dormire e vuole andare a comprarsi delle pillole in farmacia, il giovane esce nuovamente dalla pensione e per strada ha un'idea geniale: incontrato per caso un tizio cencioso e trasandato, un altro marinaio soprannominato il Livornese, Benedetto gli propone di prendere il suo posto, dormendo per una sera in un vero letto. Il Livornese accetta e, rientrato silenzioso nella pensione, getta dalla finestra i bagagli a Benedetto e si appresta a dormire.

Un'altra scena con Gina Lollobrigida e Jean-Paul Belmondo

La mattina dopo, Benedetto parte e il Livornese viene preso a male parole e quasi scacciato dalla pensionante Margherita. Con la forza, nei giorni seguenti, egli riesce a sedurla e, così facendo, riesce anche a scoprire che ella, insieme al fratello, possiede cinque navi ormeggiate al porto e che con esse, si guadagna parte degli stipendi dei marinai alloggiati alla pensione. In poco tempo, sparge la voce e la pensione diventa affollatissima, ma sotto il continuo negazionismo di Margherita e del fratello, i marinai, seccati, se ne tornano alla loro normale routine, in cerca di lavoro. Il Livornese poi s'imbarca anch'egli e, dalla strada, supplica Margherita di non esser triste e di aspettarla per quando tornerà.